# Acopiara
Acopiara é um município brasileiro do estado do Ceará, localizado na região Centro-Sul do estado, distante 352 km da capital cearense, com acessos através da BR-116 e CE-060. O acesso ferroviário à cidade se dá pela Linha Sul da Rede de Viação Cearense (RVC), hoje concedida à Companhia Ferroviária do Nordeste (CFN).
Acopiara é a terra natal do apresentador e radialista da TV Jangadeiro Nonato Albuquerque.

## Etimologia
Acopiara é uma composição da língua tupi aco: roça, roçado, cultura; pi: de pina, limpar ou tratar; e ara: (prefixo que indica agente) que significa: aquele que cultiva a terra, o agricultor ou o lavrador. Sua denominação original era Lages, depois Afonso Pena e, desde 1943, Acopiara.

## História
Desde os tempos imemoriais, os indígenas Quixelôs e Inhamuns viviam na região do médio do Rio Jaguaribe.
Primitivamente sua vinculação geográfica tinha como subordinante o Distrito denominado de Vila Telha (Iguatu). Chamava-se Lages, designativo característico de sua formação geológica, envolvendo pedreiras, elevações irregulares e chãs ribeirinhas, compondo dessa forma pequenos nódulos de solos diversificados. Nesse complexo variado, estabeleceu-se como pioneiro o Alferes Antônio Vieira Pita, a família Pereira e outros imigrantes, com assentamentos que datam da segunda década do Século XVIII. O primeiro indício de posse consta de uma sesmaria, concedida a um desses pioneiros pelo Capitão-Mor Salvador Alves da Silva, em data de 4 de julho de 1719. Nesse módulo e noutros posteriormente cedidos, situaram-se fazendas e edificaram-se moradias, formando a povoação cujo nome já foi descrito.
Evolução Política: Em regime patriarcalmente estabelecido e dentro das exceções determinadas pelas necessidades de movimentação rotineira, o agregamento inicial transformou-se em povoado, perdendo de sua originalidade as principais características. Quase duzentos anos se passaram, perdidos na lentidão do marasmático progresso, até que no início do Século XX, o bafejo renovador das transformações sociais proporcionou impulsos mais alentadores. Surgiu a Ferrovia Fortaleza-Crato. A povoação de Lages, até então adormecidas, recebeu como prêmio a sua Estação Ferroviária, mantendo o locativo inicial (10 de julho de 1919).
A contar de então, Lages tomou novos rumos e partiu para a sua emancipação já nos padrões urbanos dos quais resultaria a consecução desse objetivo. O seu desmembramento, na qualidade de Distrito até então vinculado ao Iguatu, deu-se consoante Lei nº 1.875, de 23 de
Fundada em 28 de setembro de 1921, instalando-se a Vila em data de 14 de janeiro de 1922. Em 1923, consoante Decreto nº 1.156, Lages passou à denominação de Afonso Pena, homenagem que se prestava a um dos Presidentes brasileiros. Sua elevação à categoria de Cidade ocorreu segundo Decreto nº 448, de 20 de dezembro de 1938, tendo sido seu primeiro Prefeito Celso de Oliveira Castro.

## Geografia

### Clima
Tropical quente semiárido com pluviometria média de 754,3 mm com chuvas concentradas de janeiro a abril.

### Hidrografia e recursos hídricos
As principais fontes de água são o rio Trussu, riachos Quicoê, Carrapateiro, Madeira, Cunhapoti, Meru e Ererê.

### Relevo e solos
As principais elevações são as Serras do Maia e do Flamengo.

### Subdivisão
O município tem dez distritos: Barra do Ingá, Ebron, Isidoro, Quincoe, Santa Felicia, Santo Antonio, São Paulinho, Solidão, Trussu, Luna, Sede Urbana.

### Vegetação
Composta por caatinga arbustiva aberta e floresta caducifólia espinhosa.

## Economia
Como em muitas cidades do interior do Ceará, Acopiara tem em sua produção agrícola a maior fonte de renda, muito embora possa-se verificar que a agricultura se apresente ainda na sua maioria como de subsistência de pequenos produtores. Destaque para o ramo aviário, que cresceu muito nos últimos anos.
Na década de 1970, Acopiara foi o segundo produtor de algodão do estado do Ceará, mas as constantes secas, bem como a inserção do bicudo em suas lavouras, contribuíram para que sua produção fosse bastante reduzida, contudo o ramo algodoeiro ainda tem contribuído muito na economia acopiarense.
Destacam-se também no ramo industrial, as indústrias de sabão e a refinaria de óleo. A cidade também dispõe de boa estrutura no ramo de cerâmicas, com boa produção de tijolos e telhas.
No setor do comércio Acopiara dispõe de muitas lojas de vestuário e moda de qualidade, bem como mercantis e supermercados de pequeno e médio porte. A saber: Mercantil São Francisco, Super Albuquerque e Super Queiroz, este um mercado de atacadão. Também conta ainda nos dias atuais com um mercado de hortifrúti o Feirão da Frutas que, por tempos abastecia não só a cidade de Acopiara como outras pertencentes a Região Centro Sul e Sertão Central.
Dentre outros fortes, a cidade dispõe de lojas do ramo de eletrodomésticos como a Zenir, Macavi e Moveletro, sendo esta última filha da cidade de Acopiara. Já no começo de 2017 sendo inaugurada a farmácia Pague Menos e Edfarma.

## Cultura
Os principais eventos culturais são:
- Festa da padroeira: Nossa Senhora do Perpétuo do Socorro (05 de julho);
- Festa de São Francisco (04 de setembro);
- Carnafest - Considerado por muitos o melhor carnaval do interior do Ceará;
- FETAC - Festival de Teatro Amador (O Festival de Teatro de Acopiara teve início no ano de 1989, com a realização de amostra de espetáculos teatrais de grupos de Acopiara).

## Política
A administração municipal localiza-se na sede, Acopiara.